# Antoglia
Antoglia è una frazione del comune di Villa Castelli (distante 3 km) in provincia di Brindisi.
Dista da Francavilla Fontana d 10 km e Grottaglie distante 7 km (in provincia di Taranto) e attraversata dal Canale Reale.

## Storia

La torre Dell'Antoglietta

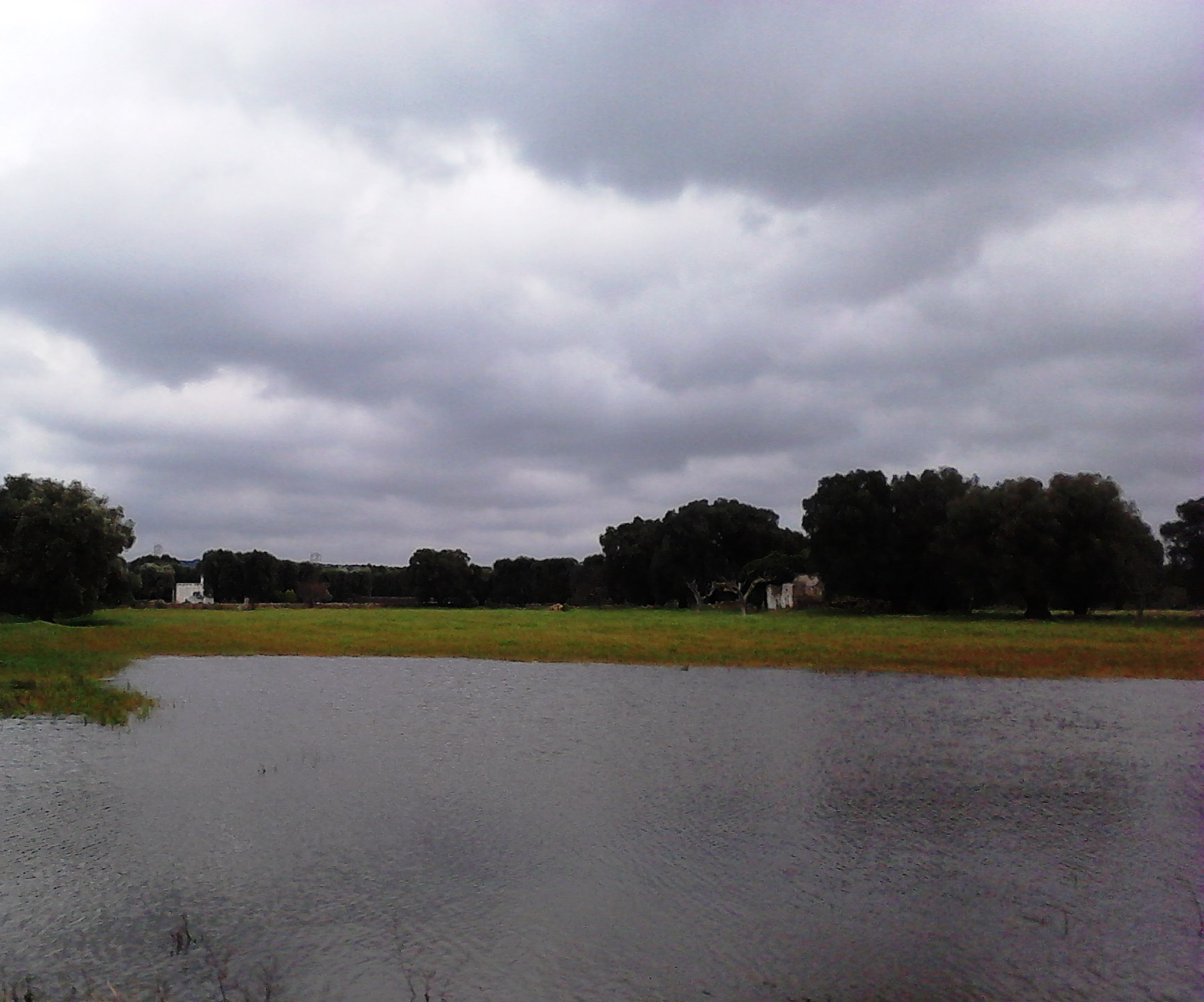
Antoglia, area soggetta ad allagamento stagionale nei pressi del Canale Reale

La storia del piccolo borgo è concentrata intorno a una masseria, la Masseria Antoglia",.
La masseria fu ristrutturata e adibita a fortificazione costruendo una torre merlata dal principe Giovanni Antonio Orsini Del Balzo, nel XV secolo e protetta da alte mura di corte. La masseria, poi passa a Giacomo dell'Antoglietta barone di Monteiasi (da cui il nome Antuglia). 
La masseria insieme alla fortezza medievale di Monte Castelli, divenne feudo della famiglia Imperiali, che la trasformò in residenza estiva e impiantando nel territorio una stazione per l'allevamento di cavalli di razza murgese.
Morto nel 1782 senza eredi Michele Imperiali, il duca di Monteiasi Gioacchino Ungaro, discendente di Giacomo dell'Antoglietta, acquista la proprietà nell'anno 1792; acquista le masserie Pezza della Corte e Antoglia, insieme alla vasta zona dei Castelli. I terreni vennero concessi in piccoli lotti ai braccianti dei paesi vicini e creando un consistente nucleo abitato intorno al castello sorto sull'antica fortificazione, che fu ristrutturato ed adibito a palazzo ducale.. La masseria/castello è ampliata nel corso del XVIII secolo con la costruzione di stalle indipendenti, di una porta nuova, di una villa rustica, divenendo una contrada.
In seguito alla delibera della Camera dei deputati del Regno d'Italia in data 25 maggio del 1923 parte ufficialmente l'iter per l'indipendenza di Villa Castelli dal comune di Francavilla Fontana. I residenti di Monte Fellone e di Specchia Tarantina, oggi frazioni del comune di Martina Franca, e di Mannara (frazione che tuttora segna il confine con Grottaglie) permisero di raggiungere la quota di 4000 votanti. L'istituzione del comune di Villa Castelli, di cui Antoglia costituisce la frazione meridionale, fu ufficializzata nel 1926 con la consegna dello stemma araldico comunale.

## Eventi
Gli eventi culturali e religiosi si concentrano soprattutto nel periodo estivo.
- Nel mese di agosto vi si tiene una tradizionale messa
- Nei primi giorni di settembre si organizza la Sagra annuale del fegatino

## Monumenti e luoghi d'interesse
- Torre dell'Antoglietta
- Foggia, scavata nel terreno e rivestita in pietra, possiede un diametro di 15 m ed era utilizzata per la raccolta dell'acqua piovana.
- Muro Paralupi, si tratta di un muro a secco alto 2,5 m che costituisce la cinta muraria della fortificazione dell'Antoglia, sino a tempi recenti ha svolto la funzione di protezione delle greggi dagli attacchi degli animali selvatici.
- Cappelle votive[7]
- Fonte del Canale Reale, uno dei corsi d'acqua più estesi della Puglia e il più lungo del Salento attraversa la provincia di Brindisi e sfocia nel mare Adriatico nei pressi della riserva naturale statale Torre Guaceto.

## Geografia fisica

### Clima
Nella tabella sottostante sono riportati i valori medi che si registrano a Villa Castelli.
| Mese                           | Gen  | Feb  | Mar  | Apr  | Mag  | Giu  | Lug  | Ago  | Set  | Ott  | Nov  | Dic  | Anno |
| ------------------------------ | ---- | ---- | ---- | ---- | ---- | ---- | ---- | ---- | ---- | ---- | ---- | ---- | ---- |
| Temperatura massima media (°C) | 11,8 | 12,8 | 14,9 | 18,3 | 23,1 | 27,5 | 30,4 | 30,5 | 26,5 | 21,4 | 16,8 | 13,4 | 20,6 |
| Temperatura minima media (°C)  | 4,6  | 4,9  | 6,5  | 8,7  | 12,5 | 16,4 | 19,0 | 19,2 | 16,5 | 12,8 | 9,0  | 6,2  | 11,4 |
| Piogge (mm)                    | 59   | 58   | 54   | 36   | 33   | 23   | 22   | 23   | 37   | 73   | 73   | 63   | 554  |
| Umidità media (%)              | 77,8 | 76,6 | 75,4 | 72,9 | 70,2 | 65,7 | 61,8 | 63,6 | 70,0 | 76,0 | 78,9 | 78,9 | 72,3 |

## Economia

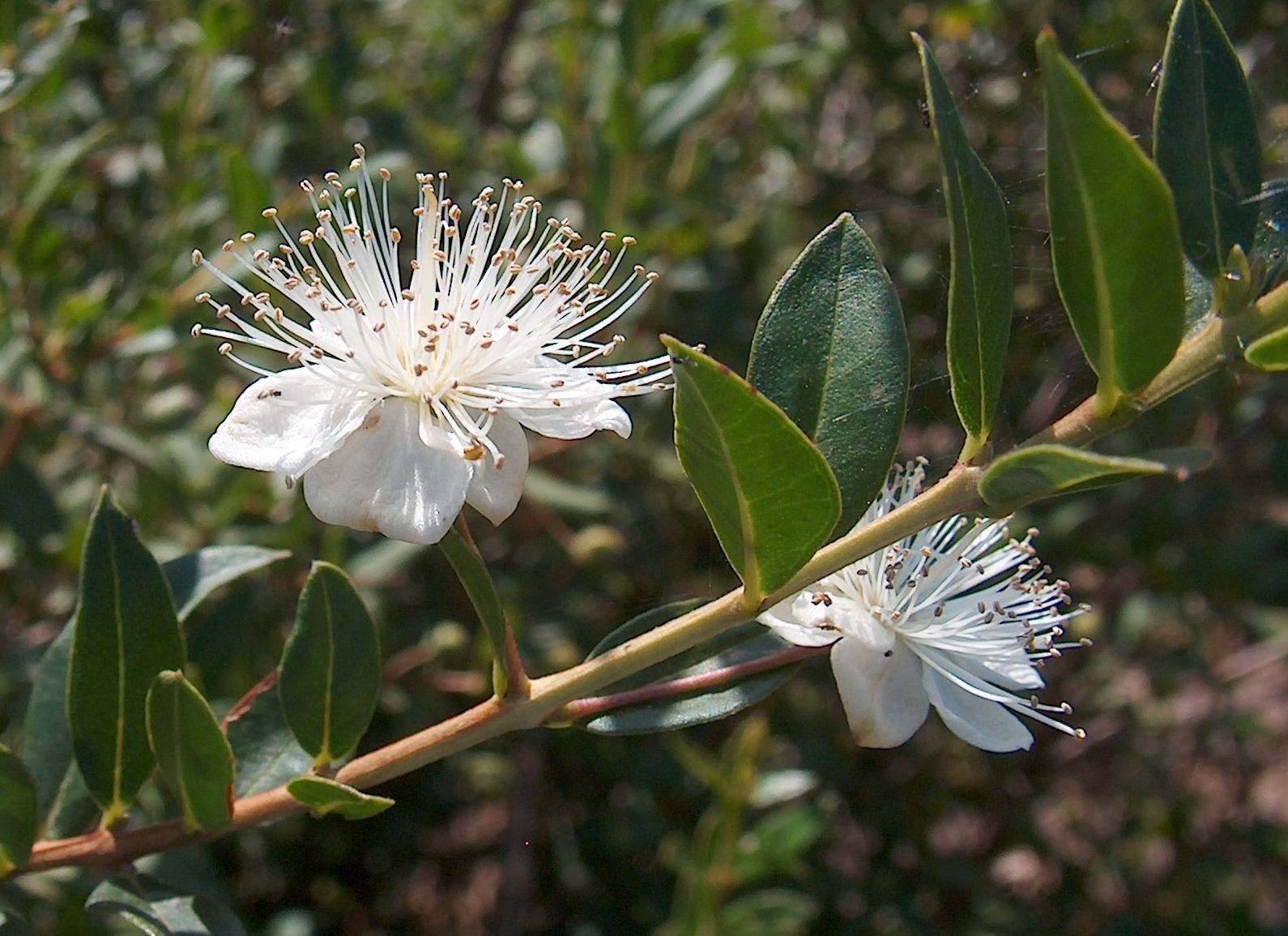
Mirto

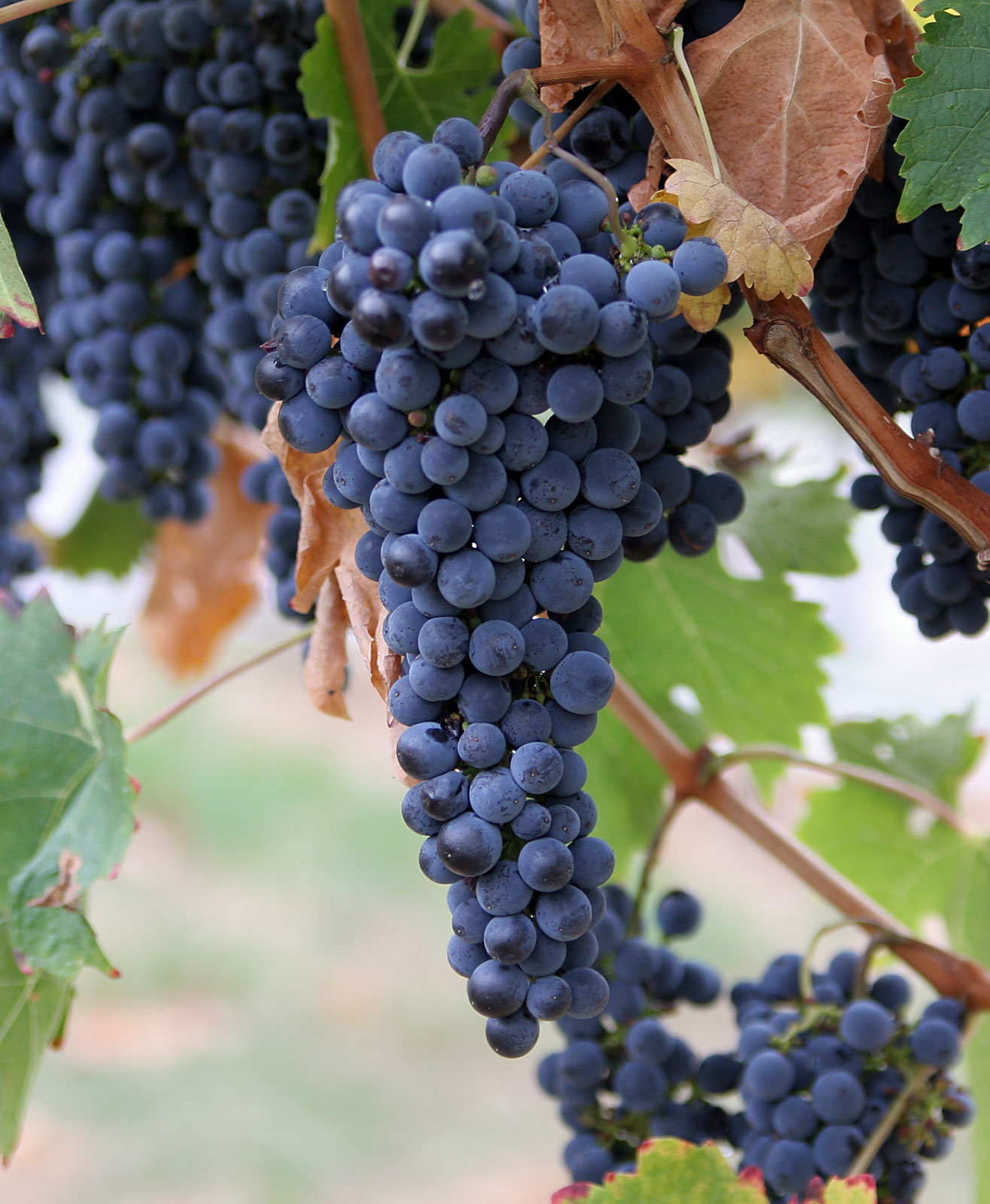
uva nera da vino

L'economia si basa in maniera equilibrata su agricoltura e allevamento
Risorse Boschive:
- legno di quercia e di leccio, funghi, asparagi, mirto, cacciagione di piccola e media taglia.

Settore Primario:
- coltivazione dell'ulivo[8] e della vite, sono presenti piccoli allevamenti di ovini, caprini e mucche da latte.

Turismo:
- Ristoranti.
- B&B.

## Cucina tipica

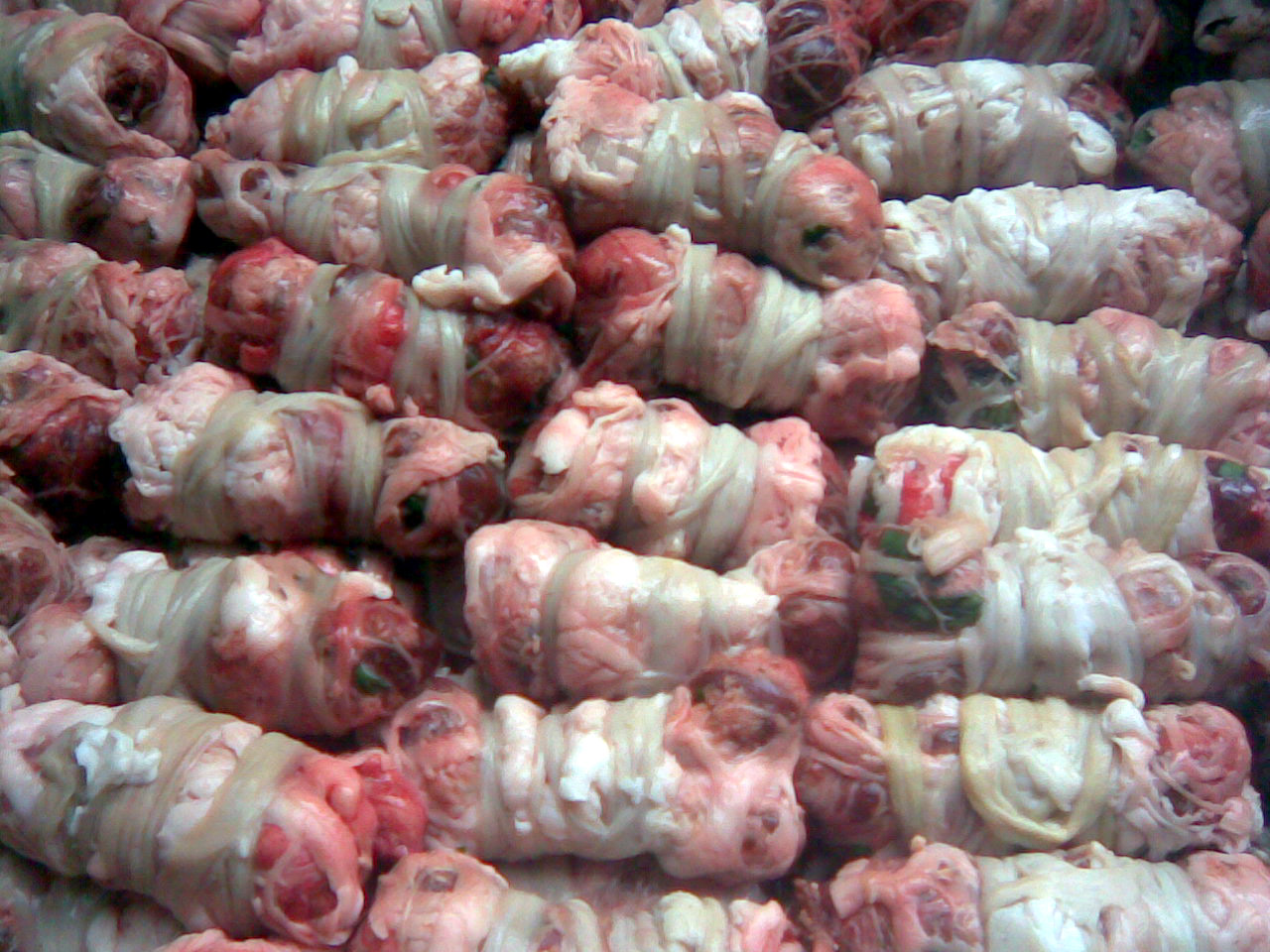
Fegatini

La cucina è basata su pietanze della tradizione contadina della Cucina pugliese.
- Piatti tipici: Purè di fave, Orecchiette, Cavatelli, Fichi secchi, Lampascioni sott'olio
- 'Prodotti di macellazione: Carpaccio, Fegatini detti anche nghiemeridde, degli involtini di interiora (fegato e polmone) strette all'interno del budello di agnelli accompagnati da qualche foglia di prezzemolo[10]. In Puglia la tradizione dell'allevamento degli ovini trova difatti origini millenarie, legate alla tradizione greca e della Mesopotamia[11] gli gnummareddi rappresentano l'elemento topico di questo legame.
- Prodotti caseari: Cacioricotta, Dolci, Dolci di pasta di mandorle, Cartellate: dei nastri di una sottile sfoglia di pasta, ottenuta con farina, olio e vino bianco, avvolta su sé stessa sino a creare una forma che somiglia ad una sorta di rosa, con cavità ed aperture, che poi verrà fritta in abbondante olio d'oliva. Questa specialità è tipica del periodo natalizio.[12]